# ZNF224
ZNF224‏ (Zinc finger protein 224) هوَ بروتين يُشَفر بواسطة جين ZNF224 في الإنسان.